# Адріанова-Перетц Варвара Павлівна
Варва́ра Па́влівна Адріа́нова-Пе́ретц (нар. 30 квітня (12 травня) 1888, Ніжин Чернігівської губернії, нині Чернігівської області — 6 червня 1972, Ленінград, нині Санкт-Петербург) — російський і український літературознавець, фольклористка, театрознавець, мовознавець, текстолог, бібліограф. Дружина Володимира Перетца.
Докторка філологічних наук (1935). Член-кореспондент Всеукраїнської Академії Наук (з 1926). Член-кореспондент АН СРСР (з 1943). Дослідниця стародавніх російської та української літератур, фольклору. Відомі наукові праці з історії демократичної сатири 17 століття, російського і українського шкільного театру, драми.

## Біографічні відомості
Народилася в сім'ї вчителя — викладача стародавніх мов Ніжинського історико-філологічного інституту.
1910 закінчила Вищі жіночі курси в Києві, де потім працювала. Викладала в жіночих гімназіях Києва та Петрограда, в радянських вишах. З 1907 року брала участь у проведенні Семінарів російської філології, якими керував В. Перенц, її майбутній чоловік. У 1912 екстерном закінчила Київський університет імені святого Володимира і залишилась на кафедрі російської літератури. З 1914 року живе у Санкт-Петербурзі, працює на Вищих жіночих педагогічних курсах та в Жіночій гімназії.
З 1917 року — професорка вищого педагогічного інституту. З осені 1917 року разом з групою вчених переїздить до міста Самара для створення там педагогічного інституту. Працює там професором до 1921 року. Потім повертається в Петроград, де працює професором Вищого педагогічного інституту і викладачем в інституті історії мистецтва (1921-1923), у 1923- НДІ при Петроградському університеті.   З 1924 року працює у слов'янському відділенні бібліотеки академії наук. Одночасно працює у Комісії давнього українського письменства при Українській Академії наук.
З 1934 працювала в Інституті російської літератури АН СРСР (Пушкінський дім), 1947⁣—⁣1951 — завідувачка сектора давньоруської літератури.

## Дослідницька робота
Досліджувала українську літературу 16—18 ст., українсько-російській літературні, мовні, культурні взаємини, українську паломницьку літературу, український театр 16—18 ст. та шкільні драми 17—18 ст. тощо.
Аналізувала пам'ятки давнього письменства, їхню мову, здійснювала текстологічну роботу (статті російською мовою „Фразеологія і лексика «Слова о полку Ігоревім»“, 1966; „«Слово о полку Ігоревім» і пам'ятки російської літератури XI—XIII ст.“, 1968), вивчала мову, стиль, символіку українського фольклору («Полтавські прислів'я в записах 1850-х років», 1927; «Казки про лисицю-сповідницю», 1932), народну етимологію („Стара українська етимологія слова «горілка»“, 1928).
Адріанова-Перетц, як і Павло Житецький та Володимир Перетц, стверджувала, що саме давньоукраїнські пародійні та сатирично-гумористичні твори перекидали місток до нової української літератури та літературної мови на народнорозмовній основі.
Автор бібліографічних праць про «Слово о полку Ігоревім» та ін. Під її керівництвом підготовлено три академічні курси історії російської літератури, за її редакцією видано ряд пам'яток, збірників билин. Адріанова-Перетц була ініціатором видання та першим редактором «Трудов отдела древнерусской литературы».

## Праці
- Сцена та костюм в українському театрі XVII—XVIII вв. «Україна», 1925, № 3;
- «До історії пародії на Україні в XVIII віці» (1928)
- «Слово о полку Ігоревім» і «Задонщина». «Радянське літературознавство», 1947, № 7—8; [Архівовано 5 грудня 2008 у Wayback Machine.]
- Русская демократическая сатира XVII ст. М.—Л., 1954;
- З історії сатирично-гумористичної рукописної української літератури. «Радянське літературознавство», 1957, № 4.
- Древнерусская литература и фольклор. Л., 1974.